# Nuovo Olimpo
Nuovo Olimpo ist ein Film von Ferzan Özpetek.  Das Liebesdrama spielt in den 1970er, 1980er, 1990er und 2010er Jahren in Rom und erzählt die Geschichte zweier Männer, deren zufällige Begegnung in dem titelgebenden Kino und eine anschließende kurze Affäre für beide ihr ganzes Leben unvergesslich bleibt. Der Film wurde am 1. November 2023 in das Programm von Netflix aufgenommen.

## Handlung
Im Jahr 1978. Der schüchterne Medizinstudent Pietro und der angehende Filmemacher Enea begegnen sich im Kino „Nuovo Olimpo“ in Rom.  Das Kino zeigt alte Schwarz-Weiß-Filme und Retrospektiven, die meist männlichen Besucher interessieren sich jedoch mehr für den Gang vor den Toiletten, wo sie sich kennenlernen können, um dann gemeinsam in einer Kabine zu verschwinden.

## Produktion

### Filmstab, Besetzung und Dreharbeiten

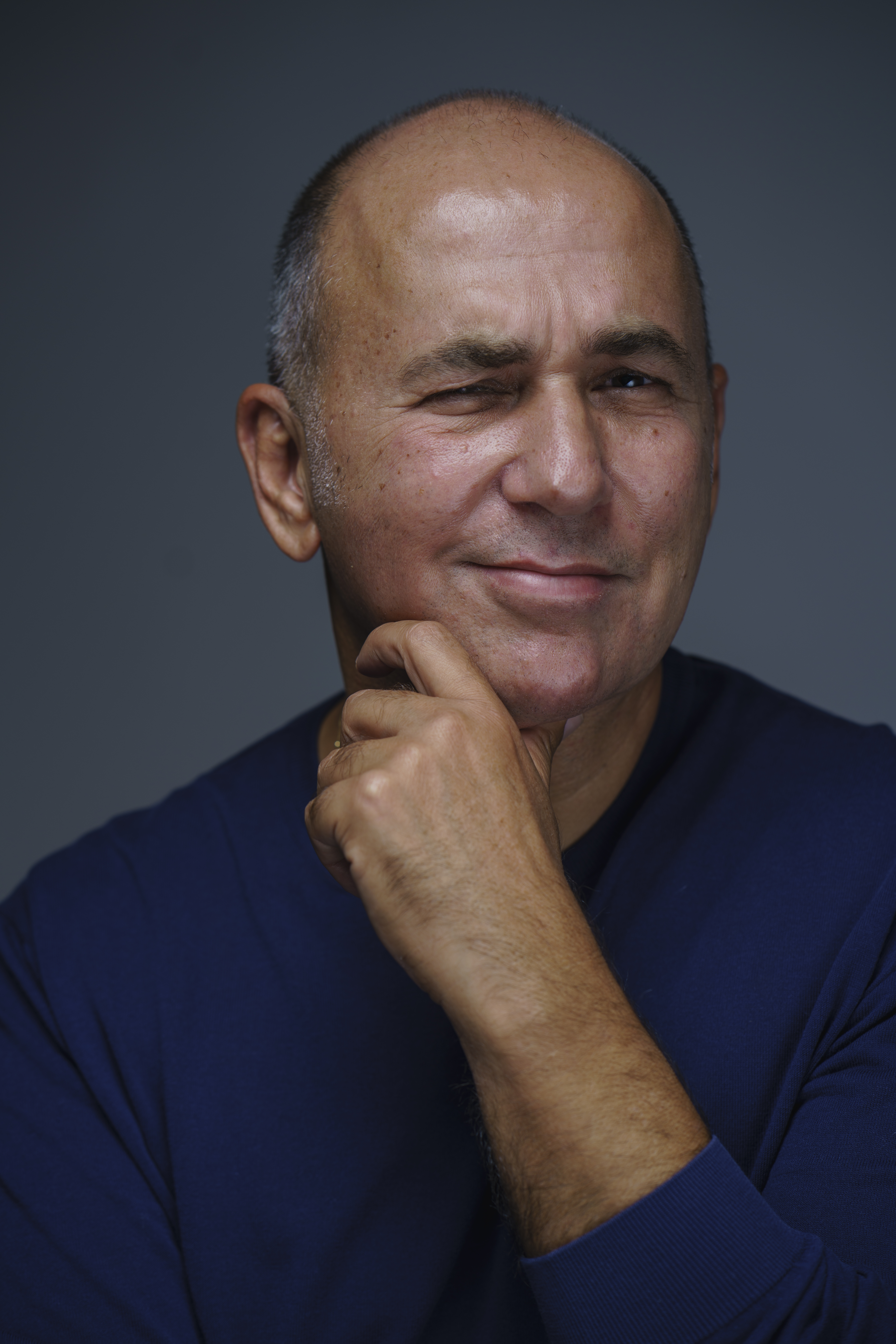
Regisseur Ferzan Özpetek

Regie führte Ferzan Özpetek, der gemeinsam mit Gianni Romoli auch das Drehbuch schrieb. Sie arbeiteten bei den meisten früheren Filmen von Özpetek zusammen. Die Geschichte basiere auf wahren Begebenheiten. Enea ist so etwas wie das Alter Ego von Özpetek. Der in Istanbul geborene und seit 1976 in Rom lebende Regisseur und Drehbuchautor machte sich insbesondere mit dem Film Hamam – Das türkische Bad von 1997 einen Namen und drehte später noch eine Reihe von Filmen mit homosexueller Thematik wie Männer al dente (2010) und Das Geheimnis von Neapel (2017). Özpetek schrieb auch mehrere Bestseller.
Andrea Di Luigi und Damiano Gavino spielen in den Hauptrollen Pietro und Enea. Aurora Giovinazzo spielt Eneas spätere Freundin Alice.
Die Dreharbeiten fanden von Mitte November 2022 bis Ende Januar 2023 in Rom statt. Als Kameramann fungierte Gian Filippo Corticelli.

### Filmmusik, Marketing und Veröffentlichung
Die Filmmusik komponierte Andrea Guerra, der für seine früheren Arbeiten vielfach ausgezeichnet wurde und zuletzt für die Fernsehserie Die Bergpolizei – Ganz nah am Himmel, die Dokumentarfilme Nel nostro cielo un rombo di tuono, Pier Paolo Pasolini - Una Visione Nuova und Kordon und die Filmkomödie The Honeymoon tätig war. Anfang November 2023 veröffentlichte Netflix Music das Soundtrack-Album als Download.
Der erste Trailer wurde im September 2023 vorgestellt. Die Premiere war am 22. Oktober 2023 beim Rome Film Festival. Am 1. November 2023 wurde der Film in das Programm von Netflix aufgenommen.

## Kritiken
Kevin Clarke schreibt in seiner Kritik bei mannschaft.com, der Unterschied zwischen dem in der damaligen Gegenwart spielenden Hamam und Nuovo Olimpo sei, dass der neue Film in Nostalgie badet, und dass diese als Rückblick so aufgeräumt und bilderbuchmäßig „hübsch“ aussieht, wie die wahren 1970er und 1980er Jahre es niemals waren, schon gar nicht in einem angeranzten Cruising-Kino. Es sei ein bisschen so wie mit Ryan Murphys Boys-in-the-Band-Remake von Joe Mantello aus dem Jahr 2020, wenn man das mit dem William-Friedkin-Film von 1970 vergleicht.